# Félix Maritaud

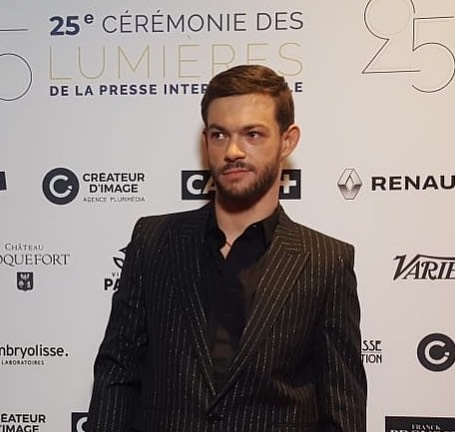
Félix Maritaud (2020)

Félix Maritaud (* 12. Dezember 1992 in Nevers) ist ein französischer Filmschauspieler. Meist spielt Maritaud Männer aus der Schwulenszene und war unter anderem als Stricher und Drag Queen zu sehen.

## Leben
Félix Maritaud wurde 1992 in Nevers geboren. Nach einer größeren Rolle in 120 BPM von Robin Campillo erhielt er eine Hauptrolle in dem Film Sauvage. Maritaud spielte in dem Film einen Stricher und wurde für die Rolle sowohl im Rahmen der Filmfestspiele von Cannes als auch des Prix Lumières ausgezeichnet.
Es folgten Hauptrollen in Messer im Herz von Yann Gonzalez und Lux Æterna von Gaspar Noé. In dem Film Jonas – Vergiss mich nicht von Christophe Charrier aus dem Jahr 2018 war er in der Titelrolle zu sehen. Es folgten weitere größere Rollen und Hauptrollen in L’ennemi von Stephan Streker, You Won’t Be Alone von Goran Stolevski und Tom von Fabienne Berthaud. 
In dem Film Solo von Sophie Dupuis spielte Maritaud in einer Hauptrolle den aus Frankreich kommenden und in Kanada als Drag Queen lebenden Olivier, der dort mit einem von Théodore Pellerin gespielten, neuen Star der Szene eine Beziehung beginnt. Der Film feierte im September 2023 beim Toronto International Film Festival seine Premiere.

## Filmografie (Auswahl)
- 2017: 120 BPM
- 2018: Sauvage
- 2018: Messer im Herz (Un couteau dans le cœur)
- 2018: Jonas – Vergiss mich nicht (Jonas)
- 2019: Lux Æterna
- 2020: Dustin (Kurzfilm)
- 2020: L’ennemi
- 2022: You Won’t Be Alone
- 2022: Tom
- 2023: Solo
- 2024: Maldoror

## Auszeichnungen (Auswahl)
Internationale Filmfestspiele von Cannes
- 2018: Auszeichnung mit dem Prix Fondation Louis Roederer de la Révélation (Sauvage)

Prix Lumières
- 2019: Auszeichnung als Bester Nachwuchsdarsteller (Sauvage)[3]